# Danny Williams
Daniel E. Danny Williams (San Juan de Terranova, 4 de agosto de 1950) es un político canadiense, exprimer ministro de Terranova y Labrador. En 2007 mantuvo una importante disputa con Stephen Harper con motivo de los pagos federales.